# 鷺石橋
鷺石橋（さぎいしばし）は、群馬県沼田市の利根川に架かる橋である。群馬県に現存する唯一の鋼プラットトラス橋であり、かつては国道17号の道路橋として使われたが、1970年に隣接して新たな道路橋の新鷺石橋が架けられて以降は歩道橋として使われている。

## 歴史
前橋市方面から利根川の右岸を北上した街道は、本橋で左岸に至り沼田駅や、河岸段丘の上の沼田市の中心市街地へと至る。
初代の鷺石橋は1885年（明治18年）に、高崎 - 長岡間の上越国境を越える清水越新道の開通に合わせ木造のトラス橋が架けられたが、1896年（明治19年）に洪水で流失した。2代目の木橋は1897年（明治30年）、3代目の橋は1906年（明治39年）に架けられた。現存する鷺石橋は1929年（昭和4年）の完成で、橋長104.6m、幅員5.5mの鋼プラットトラス橋である。
1970年（昭和45年）には下流側に並行して新鷺石橋が開通し、それ以降は鷺石橋は歩道橋として使用されている。1999年に沼田バイパスが開通し、新鷺石橋は国道120号に編入された。
鷺石橋は2020年度（令和2年度）に土木学会選奨土木遺産に認定された。

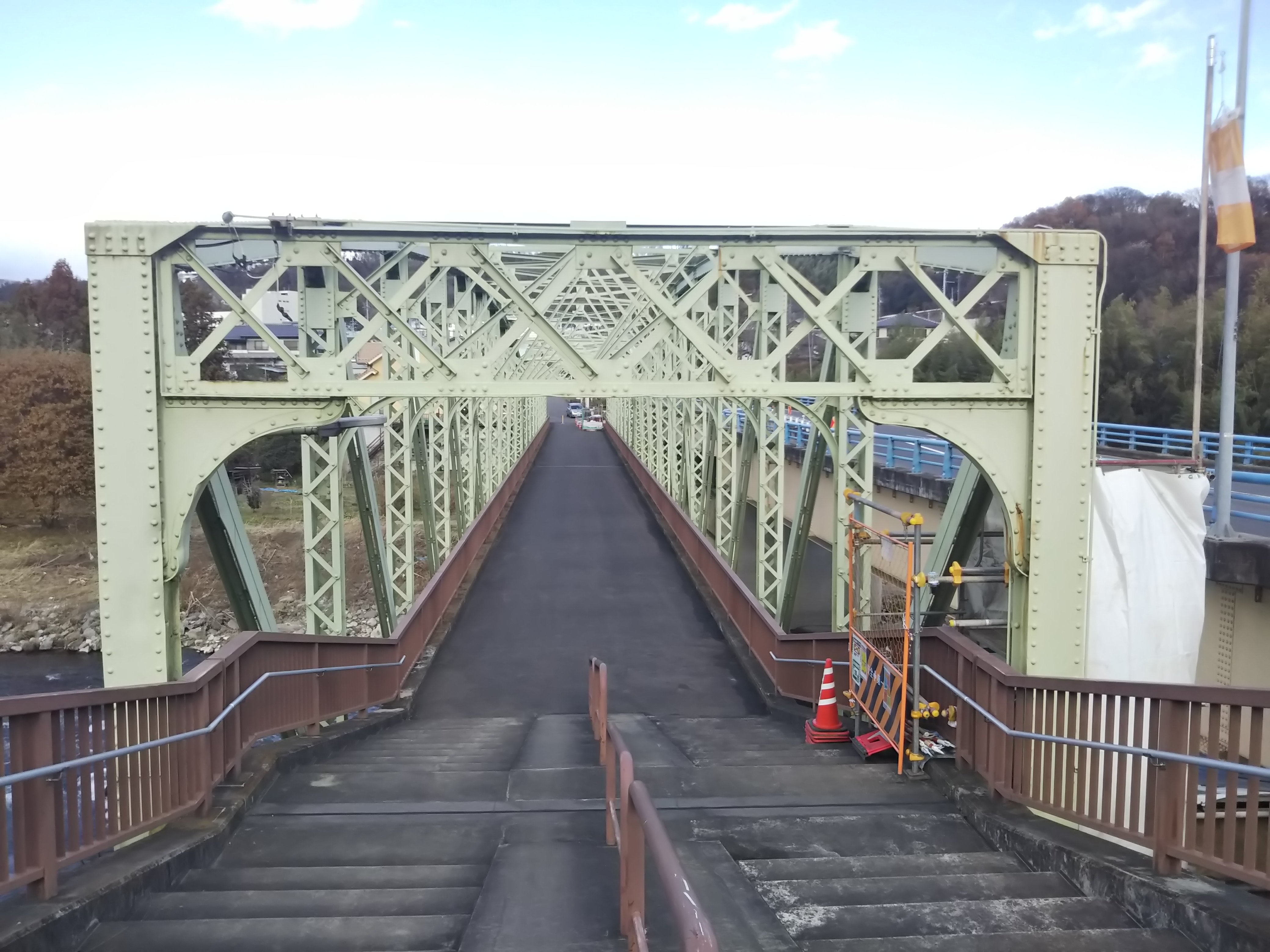
右岸側より
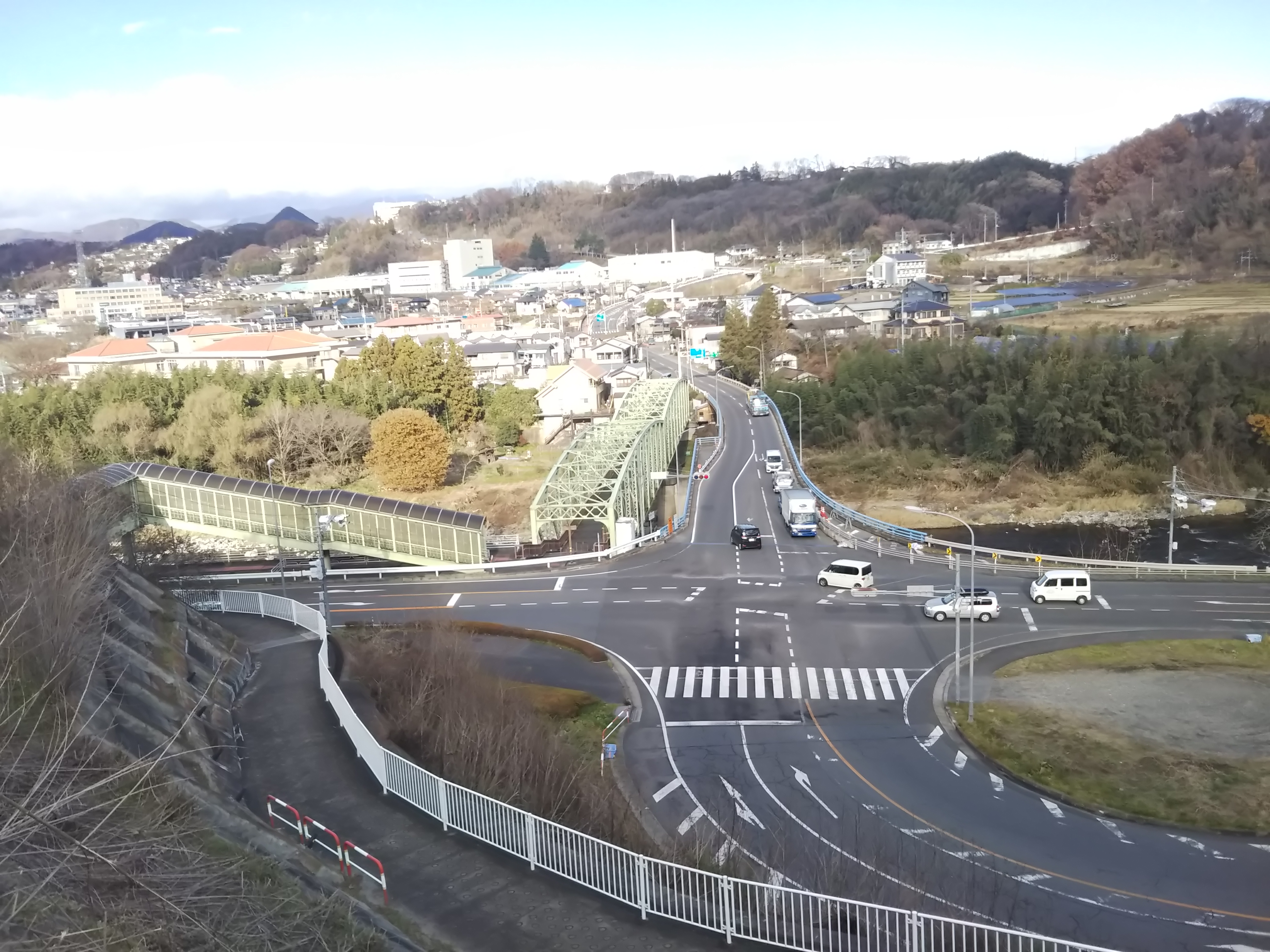
下川田町交差点。鷺石橋の下流側（右側）に道路橋の新鷺石橋が並行する。橋の手前を左右に通るのは国道17号、右が東京方面。